# 学校法人関西学園
学校法人関西学園（がっこうほうじんかんぜいがくえん）は、岡山県岡山市北区西崎本町16番1号にある学校法人である。

## 設置している高等学校
- 関西高等学校
- 岡山中学校・高等学校